# Попович, Тиберий Ладиславович
Тибе́рий Ладисла́вович Попо́вич (укр. Тиберій Ладиславович Попович,), при рождении Тибор Попович (венг. Popovics Tibor; 20 сентября 1930 или 20 октября 1930, Мукачево, Подкарпатская Русь — 10 февраля 2008, Мукачево, Закарпатская область) — советский футболист, защитник. Мастер спорта СССР (1955). Заслуженный тренер Украины.

## Карьера

### Клубная
В детстве занимался в футбольной школе города Мукачево. Первым тренером был Карл Берталонович Сабо.
Начал играть в команде «Большевик», в составе команды пограничников мукачевского «Динамо» принял участие во всесоюзном чемпионате пограничных войск в Москве. Игра Поповича заставила «бело-голубых» приобрести этого футболиста через год. Сыграв несколько неофициальных матчей в московской команде, через год Попович ушёл играть в киевское «Динамо», с которым он выиграл Кубок СССР 1954 года.
В 1959 году покинул стан киевской команды и отправился доигрывать в клубе «Колхозник» из Ровно, а заодно стал играющим тренером.

### В сборной
В 1954—1957 сыграл несколько игр во второй сборной СССР, а в 1956—1959 годах выступал в сборной Украинской ССР.

### Тренерская
Завершив карьеру игрока, вошёл в штаб ровенского «Колхозника». Тренировал команды из Тернополя, Измаила, Дзержинска, Жданова, Ейска и Черкасс. Руководил отделом футбола, учебно-спортивным отделом ЦС ДСО «Колос» при Спорткомитете Украины с 1970 по 1993 год. В 1994 году вернулся в Мукачево, где и провёл последние годы жизни.

## Достижения
- Вице-чемпион СССР: 1952
- Обладатель Кубка СССР: 1954